# Dobra Wola (województwo warmińsko-mazurskie)
Dobra Wola (niem. Dobrowolla) – wieś w Polsce położona w województwie warmińsko-mazurskim, w powiecie ełckim, w gminie Stare Juchy.
W latach 1975–1998 miejscowość administracyjnie należała do województwa suwalskiego.
Podczas akcji germanizacyjnej nazw miejscowych i fizjograficznych historyczna nazwa niemiecka Dobrowolla została w 1938 r. zastąpiona przez administrację nazistowską sztuczną formą Willenheim.